# Karminsnylting
Karminsnylting (Hypomyces rosellus) är en svampart som först beskrevs av Alb. & Schwein., och fick sitt nu gällande namn av Tul. & C. Tul. 1860. Karminsnylting ingår i släktet Hypomyces och familjen Hypocreaceae.  Arten är reproducerande i Sverige. Inga underarter finns listade i Catalogue of Life.